# リプキ
座標: 北緯53度57分 東経37度42分 / 北緯53.950度 東経37.700度

リプキ（ロシア語: Липки、ラテン文字表記の例: Lipki）は、ロシアのトゥーラ州にある町。人口は8,325人（2021年）。州都トゥーラから南へ38km。キレーエフスク地区に属する。最寄の駅は、北西23kmのシチョーキノにある。

## 歴史
記録では、リプキの村は17世紀には確認できる。この周辺は中央ロシア高地の北部の褐炭地帯に属しており、1940年より近くの村で褐炭採掘が始まった。1949年にはリプコフスキー（Липковский）の名で都市型集落となり、1955年にリプキという旧名で市の地位を得た。
1990年代以降、褐炭採掘は行われておらず、建材業や食品工業が中心になっている。